# 진주냉면
진주냉면은 경상남도 진주에서 유래 또는 발전된 냉면이다. 조선의 권번가에서 야참으로 즐겨먹던 음식이라는 이야기가 전해진다.
1960년대 이후로 사라졌다가 1994년 조선민주주의인민공화국에서 발행된 《조선의 민속전통》 식생활풍습 부분에 “랭면 중 제일로 여기는 것은 평양랭면과 진주랭면이다”라는 기록이 남북간 교류가 시작된 이후 대한민국에 전해져서 2000년대 재탄생한 음식이다. 진주냉면을 재현하는 과정에서 쇠고기육수에 멸치와 바지락, 마른 홍합, 마른 명태, 문어, 표고버섯 등으로 해물 육수를 만들어 뜨겁게 달군 무쇠를 육수에 반복해서 담가 육수의 비린 맛을 제거한 후 보름 정도 숙성시킨 것을 섞었으나 현재는 이 방법을 쓰지 않는다고 한다. 또, 평양과 함흥의 냉면은 무를 얇게 썰어 절인 것을 고명으로 얹는 데 반해, 진주냉면은 잘 익은 배추김치를 다져 넣고 쇠고기육전과 지단 등 여러 가지 고명이 얹어져 모양새가 매우 화려하다는 데에도 차이점이 있다. 2000년대 들어 경상남도 진주시는 지방관광산업 육성을 위해 향토음식의 필요성을 인식하고 진주냉면을 집중적으로 홍보하기 시작한다, 진주시에서 개최한 '참진주 참음식 페스티벌'에서 진주 고유의 음식으로 소개되기도 하였다. 60년대 이후로 명맥이 끊긴 점과 맛의 깊이, 특히 면의 수준이 낮은 점을 비판하는 사람들이 많다. 현재는 체인점이 많이 등장해 진주 뿐 아니라 전국 각지에서 맛볼 수 있다. 또 원본은 물냉면이지만 같은 고명을 넣은 비빔냉면으로도 맛 볼 수 있다.